# Pseudophilautus cuspis
Espèce
Synonymes
- Philautus cuspis Manamendra-Arachchi & Pethiyagoda, 2005

Statut de conservation UICN

 EN B1ab(iii)+2ab(iii) : En danger
Pseudophilautus cuspis est une espèce d'amphibiens de la famille des Rhacophoridae.

## Répartition
Cette espèce est endémique de la région de Sinharâja au Sri Lanka. Elle est présente dans les monts Rakwana, entre 150 et 660 m d'altitude,.

## Description
Pseudophilautus cuspis mesure de 18 à 21 mm pour les mâles et de 18 à 29 mm pour les femelles. Son dos varie du brun noisette au brun clair et présente une ligne dorsale jaunâtre. Son ventre est blanc pigmenté de brun foncé.

## Étymologie
Son nom d'espèce, du latin cuspis, « pointu », lui a été donné en référence à la forme pointue de son museau.

## Publication originale
- Manamendra-Arachchi & Pethiyagoda, 2005 : The Sri Lankan shrub-frogs of the genus Philautus Gistel, 1848 (Ranidae: Rhacophorinae), with description of 27 new species. The Raffles Bulletin of Zoology, Supplement Series no 12, p. 163-303 (texte intégral).